# Celtic Cup 2007 (Hockey)
Der Celtic Cup ist ein Feldhockeyturnier für Herren- und Damennationalmannschaften. 2007 fanden das siebente Damen- und das achte Herrenturnier statt. Die Turniere fanden vom 21. bis 23. Juli in Wrexham, Wales statt. Bei den Damen gewannen die Schottinnen ihren vierten Titel und wurden damit wieder alleinige Rekordmeisterinnen. Turniersieger bei den Herren wurde Wales, das seinen zweiten Titel feiern konnte.

## Männer

### Teilnehmer
- Frankreich
- Irland
- Schottland
- Wales

| Datum – Uhrzeit | Team 1     | Team 2     | Ergebnis |
| --------------- | ---------- | ---------- | -------- |
| 21. August      | Irland     | Schottland | 3:1      |
|                 | Wales      | Frankreich | 1:3      |
| 22. Juli        | Schottland | Wales      | 0:1      |
|                 | Frankreich | Irland     | 1:1      |
| 23. Juli        | Schottland | Frankreich | 1:0      |
|                 | Irland     | Wales      | 0:1      |

Tabelle
| Rang | Land       | Spiele | Tore | Differenz | Punkte |
| ---- | ---------- | ------ | ---- | --------- | ------ |
| 1    | Wales      | 3      | 3:3  | 0         | 6      |
| 2    | Irland     | 3      | 4:3  | +1        | 4      |
|      | Frankreich | 3      | 4:3  | +1        | 4      |
| 4    | Wales      | 3      | 2:4  | −2        | 3      |

## Frauen

### Teilnehmer
- Frankreich
- Irland
- Schottland
- Wales

| Datum – Uhrzeit | Team 1     | Team 2     | Ergebnis |
| --------------- | ---------- | ---------- | -------- |
| 21. Juli        | Schottland | Irland     | 4:1      |
|                 | Wales      | Frankreich | 4:0      |
| 22. Juli        | Schottland | Wales      | 7:1      |
|                 | Frankreich | Irland     | 0:1      |
| 27. August      | Schottland | Frankreich | 6:0      |
|                 | Irland     | Wales      | 3:0      |

Tabelle
| Rang | Land       | Spiele | Tore | Differenz | Punkte |
| ---- | ---------- | ------ | ---- | --------- | ------ |
| 1    | Schottland | 3      | 17:2 | +15       | 7      |
| 2    | Irland     | 3      | 5:4  | +1        | 6      |
| 3    | Wales      | 3      | 5:10 | −5        | 3      |
| 4    | Frankreich | 3      | 0:11 | −11       | 0      |